# Kinkdom
Kinkdom is een album van de Britse rockband The Kinks uit 1965 voor de Amerikaanse markt.

## Tracks
- "A Well Respected Man"
- "Such a Shame"
- "Wait Till the Summer Comes Along"
- "Naggin' Woman"
- "Never Met a Girl Like You Before"
- "See My Friends"
- "Who'll Be the Next in Line" #
- "Don't You Fret"
- "I Need You"
- "It's Alright" #
- "Louie Louie" #

Opnamen: april t/m december 1964 (aangeduid met #), alle overige februari t/m augustus 1965.
Mick Avory · Dave Davies · Ray Davies

John Dalton · Gordon Edwards · Ian Gibbons · John Gosling · Bob Henrit · Andy Pyle · Pete Quaife · Jim Rodford